# Росоховата
Росохова́та (укр. Росоховата), c 1965 по 1993 г. − Рассохова́та (укр. Розсоховата) — село на Украине, находится в Ильинецком районе Винницкой области.
Код КОАТУУ — 0521286103. Население по переписи 2001 года составляло 573 человека, по состоянию на 2010 год — 509 человек. Почтовый индекс — 22750. Телефонный код — 4345. Занимает площадь 2,4 км².

## Адрес местного совета
22750, Винницкая область, Ильинецкий р-н, с. Росоховата, ул. Ленина, 28